# Lintun

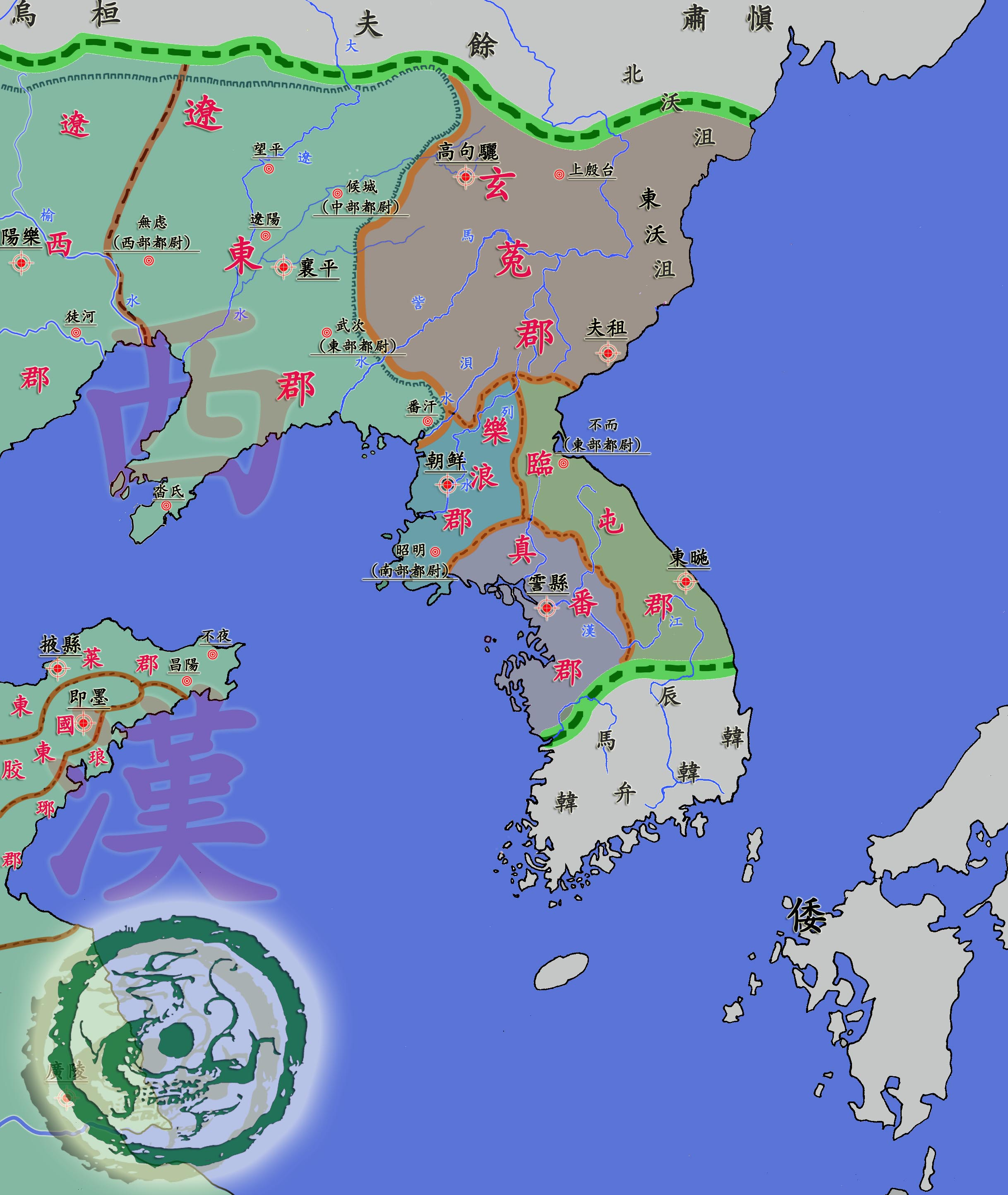
Mapa przedstawiająca cztery chińskie komanderie na Półwyspie Koreańskim (Lelang, Lintun, Xuantu i Zhenfan) na początku I wieku p.n.e.

Lintun, kor. Imdun – dawna chińska komanderia, istniejąca w latach 108-82 p.n.e., położona na obszarze Półwyspu Koreańskiego.
Była jedną z czterech chińskich komanderii utworzonych po podboju państwa Wiman Joseon przez chińską dynastię Han w 108 p.n.e., na terytorium zamieszkanym przez plemię Imdun. Obejmowała w przybliżeniu południową część prowincji Hamgyŏng Południowy i północną część prowincji Kangwŏn w dzisiejszej Korei Północnej, na wybrzeżu Morza Japońskiego, z centrum w okolicach Wŏnsanu. Graniczyła z komanderiami Lelang (od zachodu), Xuantu (od północnego zachodu), Zhenfan (od południa) oraz koczowniczym plemieniem Sushen (od północy).
Została zlikwidowana w roku 82 p.n.e., a jej tereny włączono do komanderii Xuantu.